# Viljo Revell
Viljo Gabriel Revell (25. ledna 1910 Vaasa – 8. listopadu 1964 Helsinki) byl finský architekt funkcionalistické školy. Ve Finsku je znám především díky návrhu budovy Lasipalatsi a Palace Hotel v Helsinkách. Mezinárodně se Revell nejvíce proslavil návrhem nové radnice v Torontu v Kanadě, která byla slavnostně otevřena 13. září 1965. Revellův návrh vyhrál mezi více než pěti sty jinými a po vyhlášení vítěze architektonické soutěže označil tehdejší starosta Toronta Nathan Phillips návrh za „dechberoucí“. Stavba radnice začala v roce 1961 a byla dokončena v roce 1965, rok po Revellově předčasné smrti.
Revell požádal anglického sochaře Henryho Moora, aby vytvořil sochu v souladu s plynulými liniemi nové radnice a umístil ji na náměstí Nathana Phillipse. Socha označovaná zkráceně jako Lukostřelec (celý název: Three Way Piece No.2: Archer), ačkoli byla v době zakoupení v roce 1966 kontroverzní, je nyní považována za součást kulturního dědictví města Toronta. Dílo mělo stát původně 120 000 $; Moore nakonec prodal bronz Torontu za 100 000 $, pod podmínkou, že bude moci udělat druhou verzi pro Národní galerii v Berlíně. První bronzový odlitek byl poprvé vystaven v Arnhemu v Nizozemsku v roce 1966 a následně byl odhalen v Torontu 26. října 1966.
Viljo Revell se narodil v roce 1910 ve Vaase, městě na západním pobřeží Finska. V roce 1928 úspěšně dokončil studium na Vaasan Lyseo. Vystudoval architekturu na Helsinské technické univerzitě, kde promoval v roce 1937. V témže roce vyhrál společně s jeho spolužáky Heimem Riihimäkim a Niilem Kokkoem soutěž o architektonický návrh budovy Lasipalatsi (Skleněný palác) v Helsinkách, funkcionalistické stavby s obchody, restaurací a kinem, která se stala jednou z dominant finské „bílé funkcionalistické“ architektury. V roce 1998 byla dokončena její rozsáhlá rekonstrukce a budova je nyní využívána jako kulturní centrum. Jeho dalším významným dílem bylo tzv. Teollisuuskeskus (Průmyslové centrum) situované na nábřeží jižního helsinského přístavu s kancelářskými prostory, hotelem (Palace Hotel), restaurací na střešní terase a s obchody v přízemí. I tato budova vzešla z vítězného soutěžního návrhu, na kterém s ním spolupracoval architekt Keijo Petäjä. Centrum bylo dokončeno před zahájením olympijských her v Helsinkách v roce 1952.
V roce 1941 se Revell oženil s Maire Myntti se kterou měl tři dcery narozené v letech 1942, 1943 a 1945. Protože měl vynikající zrak, sloužil ve druhé světové válce jako důstojník námořního dělostřelectva a byl jedním z těch, kteří přežili potopení lodi pobřežní obrany Ilmarinen, vlajkové lodi finského námořnictva, v roce 1941 během operace Nordwind.
V roce 1943, v době, kdy poválečná rekonstrukce již byla důležitým tématem diskusí, byl Revell spolu s architekty Alvarem Aaltem, Aarnem Ervim a Kaj Englundem jedním z iniciátorů finské verze souboru stavebních norem (ve finštině: rakennustietokortisto), který měl pomoci při standardizaci stavebních postupů a materiálů. Práce označované souhrnným názvem Standardizační institut byly financovány Finským sdružením architektů.